# 5e cérémonie des Ensors
La 5e cérémonie des Ensors, organisée par le festival du film d'Ostende, s'est déroulée le 20 septembre 2014 et a récompensé les meilleurs films flamands sortis dans l'année,.

## Palmarès
Le jury était composé par Bart De Pauw, président du jury, et de Dries Phlypo, Erik Van Looy, Christophe Dirickx, Stijn Van der Veken, Kristin Van Passel, Tom Van Dyck, Stefaan Werbrouck, Geike Arnaert et Anemone Valcke.

### Meilleur film (Beste film)
- Marina de Stijn Coninx
  - Le Verdict (Het Vonnis) de Jan Verheyen
  - I’m the Same, I’m Another de Caroline Strubbe

### Meilleur réalisateur (Beste regisseur)
- Stijn Coninx pour Marina
  - Jan Verheyen pour Le Verdict
  - Hans Herbots pour Le Traitement

### Meilleur acteur (Beste acteur)
- Koen De Bouw pour son rôle de Luc Segers dans Le Verdict (Het vonnis)
  - Matteo Simoni pour son rôle de Rocco Granata dans Marina
  - Jurgen Delnaet pour son rôle de Theo dans Halfweg de Geoffrey Enthoven

### Meilleure actrice (Beste actrice)
- Charlotte De Bruyne pour le rôle d'Isabelle Pauwels dans Flying Home
  - Evelien Bosmans pour son rôle dans Marina
  - Kimke Desart pour son rôle dans I'm the Same, I'm an Other

### Meilleur acteur dans un second rôle (Beste acteur in een bijrol)
- Johan Van Assche pour le rôle d'Ivan Plettinckx dans Le Traitement (De Behandeling)
  - Josse De Paux dans L'Amour à vol d'oiseau
  - Koen De Bouw dans Los Flamencos

### Meilleure actrice dans un second rôle (Beste actrice in een bijrol)
- Viviane De Muynck pour le rôle de Martha dans L'Amour à vol d'oiseau
  - Ingrid De Vos dans Le Traitement
  - Brit Van Hoof dans Le Traitement

### Meilleur espoir (Beste debuut)
- Spencer Bogaert pour le rôle de Frikke dans Labyrinthus

### Meilleur scénario (Beste scenario)
- Rik D'Hiet et Stijn Coninx pour Marina
  - Jan Verheyen pour Le Verdict
  - Carl Joos pour Le Traitement

### Meilleure photographie (Beste fotographie/cinematografie)
- Frank van den Eeden pour Le Verdict (Het vonnis)
  - Lou Berghmans pour Marina
  - David Williamson pour I'm the Same, I'm an Other

### Meilleur montage (Beste montage)
- Philippe Ravoet pour Le Verdict (Het vonnis)
  - Philippe Ravoet pour Le Traitement
  - David Verdurme pour I'm the Same, I'm an Other

### Meilleurs décors (Beste art direction)
- Hubert Pouille pour Marina
  - Johan Van Essche pour Le Traitement
  - Kurt Rigolle pour Labyrinthus

### Meilleurs costumes (Beste kostuum)
- Catherine Marchand pour Marina
  - Loret Meus pour L'Amour à vol d'oiseau
  - Tine Verbeurgt pour Le Verdict

### Meilleure musique (Beste muziek)
- Albert Markos pour I'm the Same, I'm an Other
  - Kris Dans pour Drift
  - Kieranv Klaassen, Melcher Meirmans et Chrisnanne Wiegel pour Le Traitement

### Meilleure coproduction (Beste coproductie)
- Deux jours, une nuit de Jean-Pierre en Luc Dardenne

### Industry Award
- Stijn Coninx pour Marina

### Prix du public (Telenet publieksprijs)
- Marina de Stijn Coninx

### Prix de la culture flamande
- Frank van den Eeden

## Courts métrages
Les membres du jury étaient : Hans Herbots, Ruth Becquart, Carl Joos, Hubert Pouille et Michel Baudour.

### Meilleur court métrage (Beste kortfilm)
- Houses With Small Windows de Bülent Oztürk
  - Chansons de Charlotte de Brian Windelinckx
  - Cadet de Kevin Meul

### Meilleur court métrage d'animation (Beste animatiekortfilm)
- Mia de Wouter Bongaerts
  - Cornelis de Dennis Van Hout
  - See me Again de Roman Klochkov

## Documentaires
Les membres du jury étaient : Jozef Devillé, Barbara Sarafian, Hanne Phlypo et Tom van Herzeele.

### Meilleur film documentaire (Beste documentaire)
- What About Eric? de Lennart Stuyck et Ruben Vermeersch
  - 9999 d'Ellen Vermeulen
  - Beneath the Surface d'Alex Debreczeni

## Statistiques

### Nominations multiples
8 : Marina
8 : Le Traitement (De Behandeling)
7 : Le Verdict (Het vonnis)

### Récompenses multiples
7 : Marina
3 : Le Verdict (Het vonnis)